# Șerban Nicolae
Șerban Nicolae (n. 5 aprilie 1968, București, România) este un senator român în legislaturile 2004-2008, 2012-2016, 2016-2020, ales în județul Ialomița pe listele partidului PSD. 
În legislatura 2004-2008, Șerban Nicolae a fost membru în grupurile parlamentare de prietenie cu Mongolia, Republica Federativă a Braziliei și Statul Israel. Șerban Nicolae a avut 331 de luări de cuvânt și a inițiat 38 de propuneri legislative din care 10 au fost promulgate legi. Șerban Nicolae a fost membru în următoarele comisii:  
- Comisia pentru apărare, ordine publică și siguranță națională (din feb. 2007)
- Comisia juridică, de numiri, disciplină, imunități și validări (din feb. 2006) - Vicepreședinte
- Comisia specială pentru modificarea și completarea Regulamentului Senatului (din feb. 2006)
- Comisia pentru muncă, familie și protecție socială (sep. 2005 - feb. 2006)
- Comisia specială pentru modificarea și completarea Regulamentului Senatului (până în oct. 2005)
- Comisia juridică, de numiri, disciplină, imunități și validări (până în sep. 2005)

În legislatura 2012-2016 Șerban Nicolae a fost membru în grupurile parlamentare de prietenie cu Republica Estonia și Statul Israel. Șerban Nicolae a inițiat 70 de propuneri legislative, din care 16 au fost promulgate legi. Șerban Nicolae a fost membru în următoarele comisii:
- Comisia pentru cercetarea abuzurilor, combaterea corupției și petiții
- Comisia juridică, de numiri, disciplină, imunități și validări (feb. - noi. 2014)

În legislatura 2016-2020, Șerban Nicolae este membru în grupurile parlamentare de prietenie cu Qatar și Statul Israel.

## Biografie
A absolvit în 1986 Liceul Industrial nr. 37 (astăzi, Colegiul Național „Emil Racoviță”) din București. 
Cariera politică și-a început-o în 1990, intrând ca membru în Frontul Salvării Naționale (FSN). După ce în cadrul acestui partid a apărut un conflict între grupul condus de Petre Roman și o grupare conservatoare-naționalistă, el a devenit unul dintre fondatorii Frontului Democrat al Salvării Naționale (FDSN), pe listele căruia a candidat la alegerile parlamentare din 1992, pentru Camera Deputaților.
Inițial muncitor la Întreprinderea Mecanica Fină din București, Șerban Nicolae a urmat cursurile Facultății de Drept de la Universitatea Româno-Americană, pe care a absolvit-o în 1997.
Devenit avocat, el l-a apărat pe Ion Iliescu în procesul intentat liderului de atunci al PSD, în campania electorală din 2000, pentru utilizarea unor caricaturi protejate de drepturile de autor.
La aproape o jumătate de an de la revenirea lui Ion Iliescu la Palatul Cotroceni, în 2001, Șerban Nicolae a fost numit consilier de stat la Departamentul Juridic al Administrației Prezidențiale, post în care i-a succedat lui Petre Ninosu, devenit judecător la Curtea Constituțională. În 2004, la propunerea primului ministru Adrian Năstase, a fost numit de Ion Iliescu Ministru pentru Relația cu Parlamentul. În decembrie 2004 a devenit senator, ales în județul Ialomița, pe listele PSD. A îndeplinit funcția de chestor al Senatului și, ulterior, vicelider al Grupului PSD și vicepreședinte al Comisiei Juridice de Numiri, Disciplină, Imunități și Validări.
Între 2005 și 2006 a fost parlamentar – observator în Parlamentul European, membru al Comisiei pentru Afaceri Constituționale (AFCO).
Este autorul primului amendament, formulat de un român, care a devenit text al unei Rezoluții adoptată în Parlamentul European, în 2006.
În anul 2009, la propunerea PSD a devenit secretar de stat, șeful Departamentului Schengen din Ministerul Administrației și Internelorl, dându-și demisia odată cu toți membrii PSD din Guvern, la 1 octombrie, același an.
În 2010 a devenit practician în insolvență, membru al Filialei București a Uniunii Naționale a Practicienilor în Insolvență din România (UNPIR).
Ca avocat este asociat fondator al SCP „Șerban Nicolae și asociații”, iar ca practician în insolvență este asociat unic al TEMPUS Grup IPURL.
În 2012 a fost ales ca senator în Colegiul nr. 1 din Circumscripția nr. 27 Mehedinți, pe listele Uniunii Social – Liberale (USL), propus de PSD.
În 2016 a fost ales senator în circumscripția electorală nr. 42 București.

## Proiecte legislative
În 2015, într-o inițiativă legislativă, propune ca acuzații de fapte de corupție să fie cercetați în libertate.

## Poziții
Imediat după validarea mandatelor noilor parlamentari în 2016, Nicolae a fost ales lider al grupului PSD, majoritar în Senat. După numirea lui Carmen Dan ca Ministru de Interne în ianuarie 2017, a fost ales de grupul său parlamentar președinte al Comisiei Juridice. Din această postură, a susținut inițiativa Guvernului de a grația și amnistia unele fapte de corupție; după ce, în urma protestelor de stradă, Guvernul și-a retras ordonanțele de urgență, Nicolae a susținut adoptarea unei legi în acest sens. După ce votarea proiectului de lege de către Comisia Juridică a Senatului a declanșat noi proteste de stradă, Șerban Nicolae a fost înlocuit cu Robert Cazanciuc la șefia Comisiei Juridice și cu Mihai Fifor la cea a grupului parlamentar al PSD.
În februarie 2018, într-un interviu acordat Euronews, afirmă că persoanele corupte nu ar trebui arestate, acuzând că acesta ar reprezenta un "abuz" și o formă de "răzbunare".
Într-o confruntare avută în Parlamentul României în decembrie 2017 cu deputata Cosette Chichirău, cei doi și-au adresat reciproc cuvinte injurioase.